# 小坂井駅
小坂井駅（こざかいえき）は、愛知県豊川市小坂井町倉屋敷にある、東海旅客鉄道（JR東海）飯田線の駅である。駅番号はCD03。

## 概要
豊川市南部小坂井地区（旧宝飯郡小坂井町）に位置する駅である。1日当たり約400人の乗車客があるが、同じ小坂井地区にある東海道本線の西小坂井駅や名鉄名古屋本線の伊奈駅と比較すると少ない。
1898年（明治31年）に、私鉄・豊川鉄道の駅として開設した。1943年（昭和18年）の国有化を経て、1987年（昭和62年）の国鉄分割民営化に伴いJR東海に継承されて現在に至っている。また、1926年（大正15年）から1954年（昭和29年）までは、名鉄伊奈駅から当駅までを結ぶ名鉄小坂井支線が存在し、2つの鉄道路線の乗換駅となっていた。
IC乗車券サービスの対応駅の一つであり、「TOICA」や相互利用が可能なその他ICカードの利用が可能である。

## 歴史
当駅を開設した豊川鉄道は、現在のJR飯田線南部分に当たる豊橋 - 大海間を運営していた私鉄である。同鉄道線が1897年（明治30年）に豊川まで開通した際、当駅は開設されなかったが、1年後の1898年（明治31年）3月に途中駅として新設された。
それから20年以上を経た1926年（大正15年）4月、今度は名古屋方面から豊橋を目指して路線を東へ延ばしていた愛知電気鉄道（名鉄の前身）の豊橋線が小坂井駅に到達した。路線延伸に合わせて愛知電気鉄道は豊川鉄道豊川駅へ直通運転を行ったが、豊橋駅へはこの駅で豊川鉄道への乗換とした。この乗換は翌1927年（昭和2年）6月の豊橋線伊奈駅 - 吉田駅（現・豊橋駅）間延伸・豊橋直通運転開始によって解消され、一方本線の一部であった伊奈 - 小坂井間は小坂井線とされた（後に小坂井支線へ改称）。
1943年（昭和18年）8月、豊川鉄道線は国有化され国鉄飯田線が成立、それに伴い当駅は国鉄の駅の一つとなった。一方国有化後も名鉄小坂井支線は維持され、特に正月輸送期間中は名鉄線と豊川稲荷前の豊川駅を結ぶための重要な路線として機能したが、1954年（昭和29年）12月に名鉄豊川線が豊川駅に隣接する新豊川駅（現・豊川稲荷駅）へと達したのと引換えに廃止された。
当駅は国鉄単独駅となった後、1979年（昭和54年）の貨物取扱廃止に伴い旅客駅となり、1987年4月の国鉄分割民営化に伴いJR東海に継承された。
| ← 吉田方面 | 小坂井支線配線略図（1943年） | → 神宮前方面 |
|            | ↓ 豊川方面                   |              |
| 凡例 出典: |                              |              |

### 年表

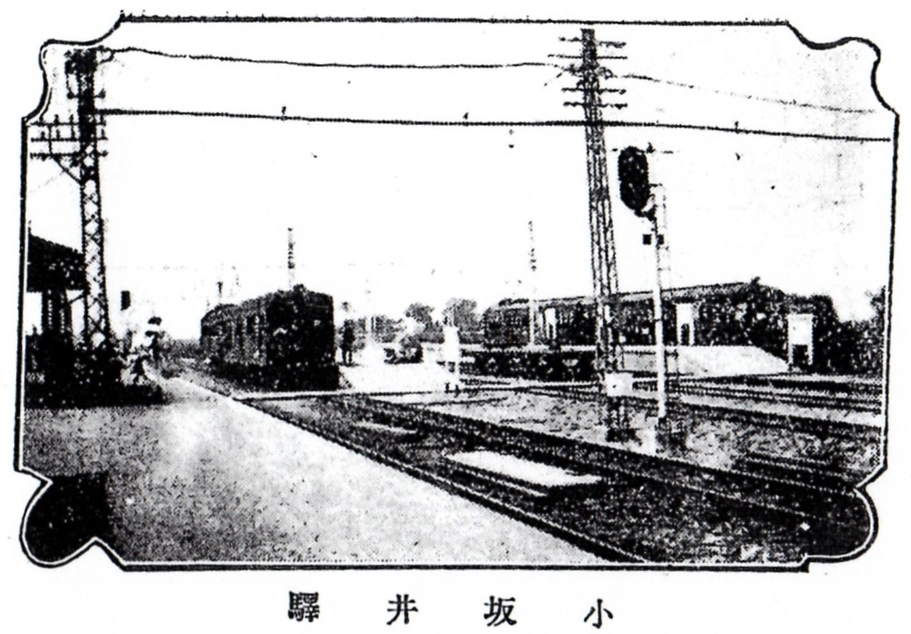
昭和初期の小坂井駅

- 1898年（明治31年）3月13日：豊川鉄道の駅として新設。旅客・貨物を取扱う一般駅であった[4]。
- 1926年（大正15年）4月1日：愛知電気鉄道豊橋線小坂井駅が開設[5]。
- 1927年（昭和2年）6月1日：愛知電気鉄道豊橋線 伊奈 - 吉田（現・豊橋）間開通[6]に伴い、伊奈 - 小坂井間は小坂井線となる。
- 1935年（昭和10年）8月1日：愛知電気鉄道が名岐鉄道と合併したことに伴い、小坂井線は名古屋鉄道（名鉄）小坂井支線となる。
- 1943年（昭和18年）8月1日：豊川鉄道国有化に伴い、運輸通信省（後の日本国有鉄道）飯田線の駅となる[7]。
- 1954年（昭和29年）12月25日：名鉄小坂井支線廃止[5]。
- 1963年（昭和38年）12月17日：国鉄が当駅に信号扱所を設置して平井信号場を構内に統合[4]。
- 1971年（昭和46年）12月1日：取扱う貨物を専用線発着車扱貨物のみへと縮小。荷物の取り扱いについては廃止[7]。
- 1979年（昭和54年）3月31日：車扱貨物取扱廃止[7]。
  - 当駅に関する貨物輸送には、隣接するコンクリート工場からのコンクリート製品輸送があった[8]。
- 1987年（昭和62年）4月1日：国鉄分割民営化に伴い、東海旅客鉄道（JR東海）の駅となる[7]。
- 1992年（平成4年）2月1日：夜間無人化。[要出典]
- 1999年（平成11年）3月1日：無人化[9]。
- 2002年（平成14年）2月19日[要出典]：新駅舎完成。
- 2010年（平成22年）3月13日：ICカード「TOICA」の利用が可能となる[10]。
- 2018年（平成30年）3月：駅ナンバリング導入、使用開始。当駅には「CD03」が与えられた[11]。

## 駅構造
相対式ホーム2面2線を有する地上駅である。番線は東側が1番線、西側が2番線である。また、2番線ホームを挟んで反対側にも線路が1本敷設されている。
駅舎は上りホーム（1番線側）にあり、互いのホームを結ぶ跨線橋が設置されている。現在の駅舎はトンボをデザインしたもので、2002年に建設された。かつては駅員の配置があったが1999年以降無人駅（駅員無配置駅）である。管理駅である豊川駅の管理下に置かれている。
駅の南方にあり、線路を共有している飯田線と名鉄名古屋本線の分岐点として開設された旧・平井信号場は、1963年（昭和38年）12月に当駅に統合されている。飯田線南部に列車集中制御装置 (CTC) が導入される1984年（昭和59年）までは、この分岐点の操作を当駅で行っていた。
| 番線 | 路線      | 方向 | 行先           |
| ---- | --------- | ---- | -------------- |
| 1    | CD 飯田線 | 上り | 豊橋方面       |
| 2    | CD 飯田線 | 下り | 豊川・飯田方面 |

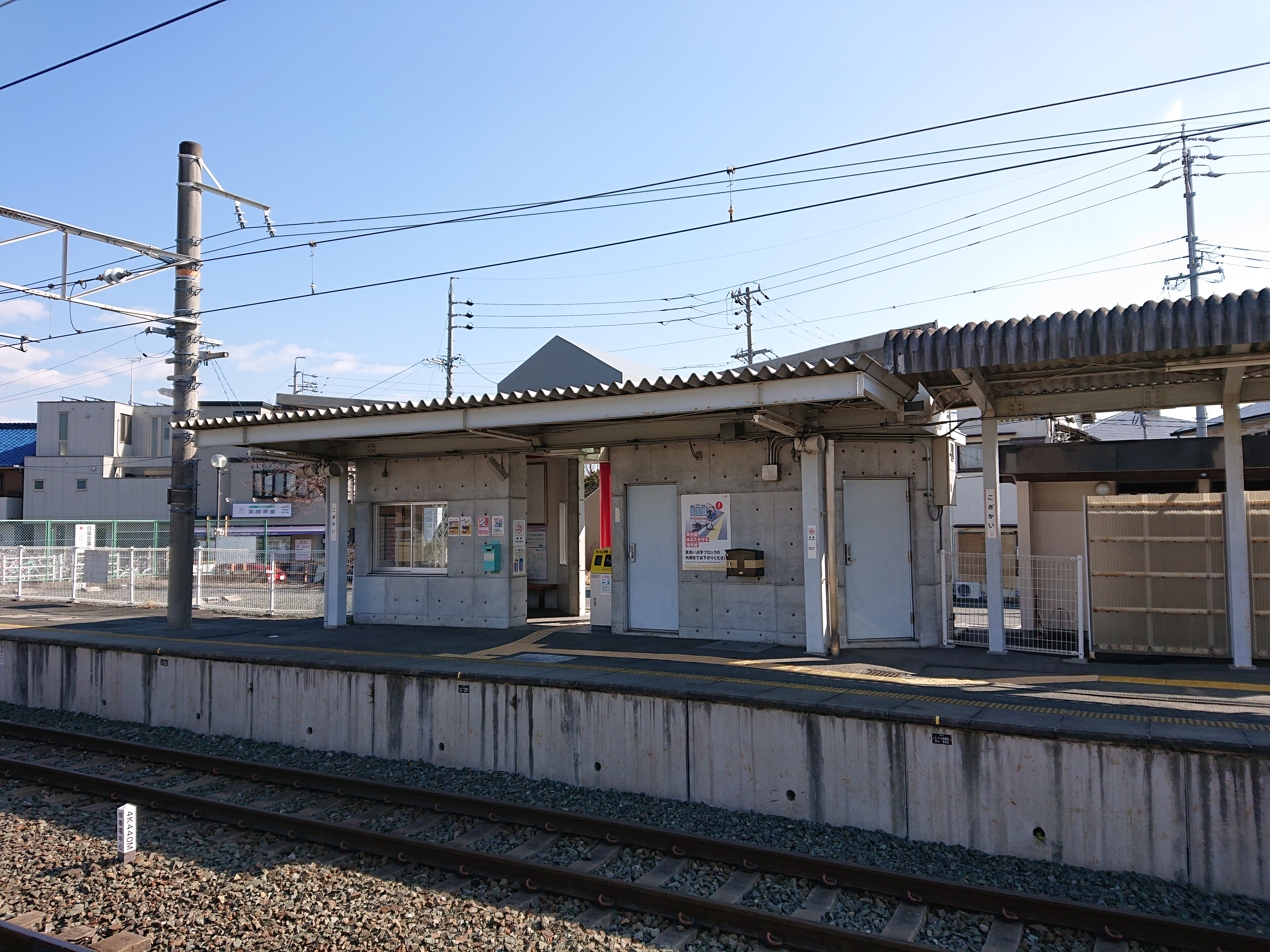
ホーム（2019年2月）
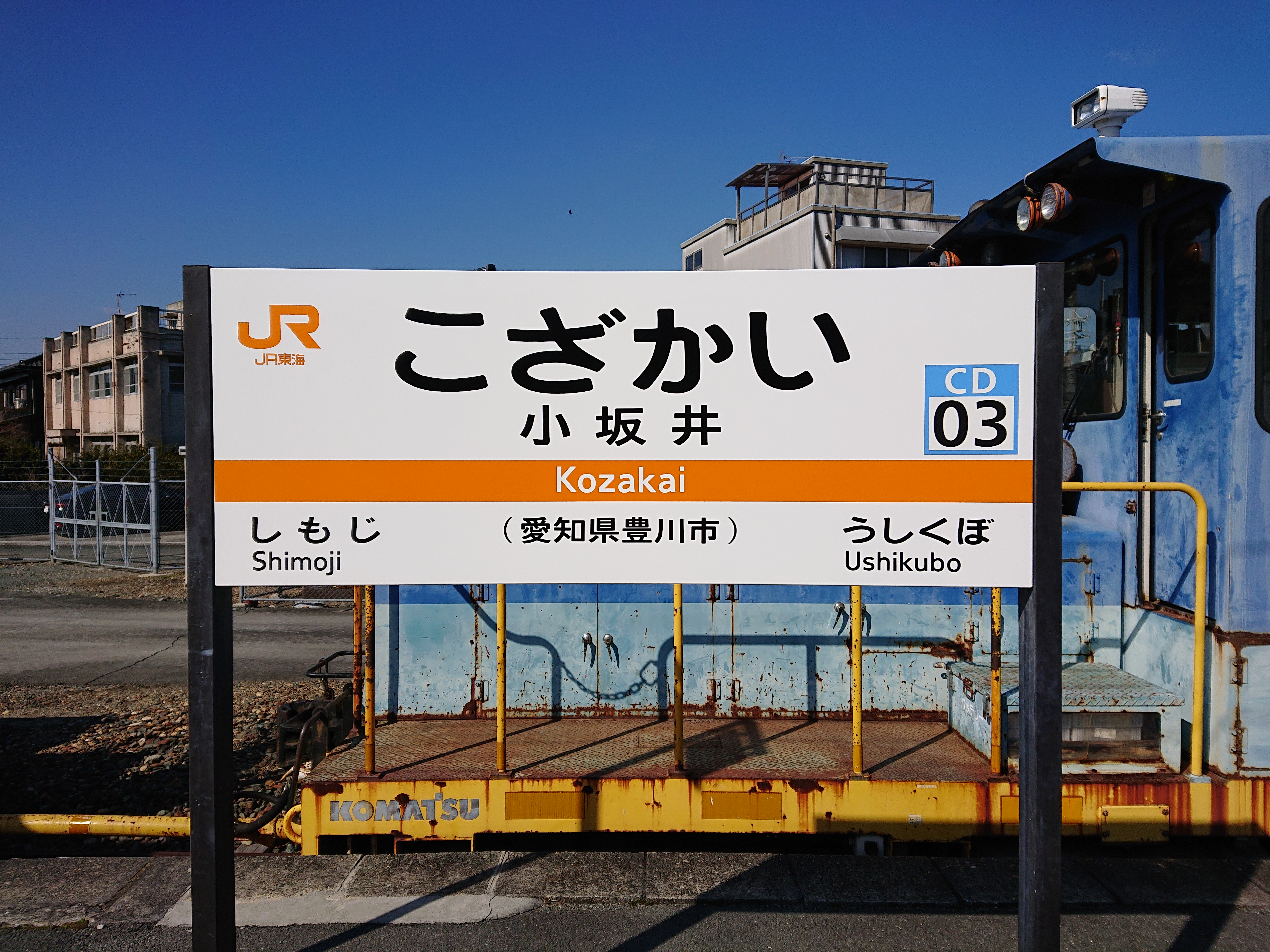
駅名標（2019年2月）

## 利用状況

### 国鉄→JR

#### 旅客
1950年度 - 2017年度の1日平均乗車人員は以下の通り。
名鉄小坂井支線が存在していた1953年度に、乗車人員は1日平均2431人（1950年度以降最大値）を記録するが、同線廃止後の1956年度には半分以下の1019人まで減少する。しかし次年度から増加に転じ、1967年度には1日平均1435人（小坂井支線廃止後の最大値）となった。だがこれを境に乗車人員を減少を続け、1985年度にはその半分以下の1日平均549人にまで減少する。この後再度増加に転じて1993年度にはJR発足後最大値の1日平均662人となるが、次年度から減少が続いたため2012年度には1950年度以降の最小値である1日平均371人まで減少するに至った。
| 1日平均の乗車人員の推移 | 1日平均の乗車人員の推移 | 1日平均の乗車人員の推移 |
| 年度                    | 乗車人員                | 出典                    |
| ----------------------- | ----------------------- | ----------------------- |
| 1950年度                | 1,904人                 | [ 16 ]                  |
| 1951年度                | 2,535人                 | [ 17 ]                  |
| 1952年度                | 2,399人                 | [ 18 ]                  |
| 1953年度                | 2,431人                 | [ 19 ]                  |
| 1954年度                | 2,112人                 | [ 20 ]                  |
| 1955年度                | 1,058人                 | [ 21 ]                  |
| 1956年度                | 1,019人                 | [ 22 ]                  |
| 1957年度                | 1,110人                 | [ 23 ]                  |
| 1958年度                | 1,120人                 | [ 24 ]                  |
| 1959年度                | 1,220人                 | [ 25 ]                  |
| 1960年度                | 1,254人                 | [ 26 ]                  |
| 1961年度                | 1,286人                 | [ 27 ]                  |
| 1962年度                | 1,352人                 | [ 28 ]                  |
| 1963年度                | 1,410人                 | [ 29 ]                  |
| 1964年度                | 1,339人                 | [ 30 ]                  |
| 1965年度                | 1,419人                 | [ 31 ]                  |
| 1966年度                | 1,414人                 | [ 32 ]                  |
| 1967年度                | 1,435人                 | [ 33 ]                  |
| 1968年度                | 1,406人                 | [ 34 ]                  |
| 1969年度                | 1,316人                 | [ 35 ]                  |
| 1970年度                | 1,304人                 | [ 36 ]                  |
| 1971年度                | 1,283人                 | [ 37 ]                  |
| 1972年度                | 1,190人                 | [ 38 ]                  |
| 1973年度                | 1,125人                 | [ 39 ]                  |
| 1974年度                | 1,148人                 | [ 40 ]                  |
| 1975年度                | 1,025人                 | [ 41 ]                  |
| 1976年度                | 977人                   | [ 42 ]                  |
| 1977年度                | 905人                   | [ 43 ]                  |
| 1978年度                | 859人                   | [ 44 ]                  |
| 1979年度                | 810人                   | [ 45 ]                  |
| 1980年度                | 878人                   | [ 46 ]                  |
| 1981年度                | 831人                   | [ 47 ]                  |
| 1982年度                | 700人                   | [ 48 ]                  |
| 1983年度                | 644人                   | [ 49 ]                  |
| 1984年度                | 577人                   | [ 50 ]                  |
| 1985年度                | 549人                   | [ 51 ]                  |
| 1986年度                | 564人                   | [ 52 ]                  |
| 1987年度                | 586人                   | [ 53 ]                  |
| 1988年度                | 622人                   | [ 54 ]                  |
| 1989年度                | 605人                   | [ 55 ]                  |
| 1990年度                | 636人                   | [ 56 ]                  |
| 1991年度                | 652人                   | [ 57 ]                  |
| 1992年度                | 657人                   | [ 58 ]                  |
| 1993年度                | 662人                   | [ 59 ]                  |
| 1994年度                | 659人                   | [ 60 ]                  |
| 1995年度                | 617人                   | [ 61 ]                  |
| 1996年度                | 600人                   | [ 62 ]                  |
| 1997年度                | 598人                   | [ 63 ]                  |
| 1998年度                | 593人                   | [ 64 ] [ 65 ]           |
| 1999年度                | 532人                   | [ 66 ] [ 65 ]           |
| 2000年度                | 523人                   | [ 65 ]                  |
| 2001年度                | 489人                   | [ 65 ]                  |
| 2002年度                | 462人                   | [ 65 ]                  |
| 2003年度                | 452人                   | [ 67 ]                  |
| 2004年度                | 454人                   | [ 67 ]                  |
| 2005年度                | 462人                   | [ 67 ]                  |
| 2006年度                | 437人                   | [ 67 ]                  |
| 2007年度                | 438人                   | [ 67 ]                  |
| 2008年度                | 426人                   | [ 68 ]                  |
| 2009年度                | 394人                   | [ 68 ]                  |
| 2010年度                | 410人                   | [ 68 ]                  |
| 2011年度                | 394人                   | [ 69 ]                  |
| 2012年度                | 371人                   | [ 69 ]                  |
| 2013年度                | 397人                   | [ 70 ]                  |
| 2014年度                | 415人                   | [ 70 ]                  |
| 2015年度                | 430人                   | [ 70 ]                  |
| 2016年度                | 418人                   | [ 71 ]                  |
| 2017年度                | 443人                   | [ 71 ]                  |

#### 貨物
1950年度から、取り扱いが廃止された1979年度までの貨物取扱量（発送・到着トン数）は、以下の通りに推移していた。
| 貨物取扱量の推移              | 貨物取扱量の推移 | 貨物取扱量の推移 |
| 年度                          | 発送             | 到着             |
| ----------------------------- | ---------------- | ---------------- |
| 1950年度                      | 4,686t           | 6,529t           |
| 1951年度                      | 6,484t           | 6,206t           |
| 1952年度                      | 8,059t           | 5,361t           |
| 1953年度                      | 8,753t           | 7,098t           |
| 1954年度                      | 8,119t           | 5,518t           |
| 1955年度                      | 7,524t           | 4,806t           |
| 1956年度                      | 9,084t           | 5,330t           |
| 1957年度                      | 15,081t          | 5,088t           |
| 1958年度                      | 10,061t          | 5,646t           |
| 1959年度                      | 13,417t          | 8,064t           |
| 1960年度                      | 26,033t          | 16,641t          |
| 1961年度                      | 40,496t          | 13,215t          |
| 1962年度                      | 21,258t          | 15,779t          |
| 1963年度                      | 42,093t          | 12,145t          |
| 1964年度                      | 20,263t          | 12,842t          |
| 1965年度                      | 16,309t          | 9,774t           |
| 1966年度                      | 20,357t          | 47,193t          |
| 1967年度                      | 31,725t          | 66,647t          |
| 1968年度                      | 33,475t          | 54,026t          |
| 1969年度                      | 34,863t          | 60,401t          |
| 1970年度                      | 30,566t          | 59,829t          |
| 1971年度                      | 22,911t          | 48,624t          |
| 1972年度                      | 9,413t           | 47,681t          |
| 1973年度                      | 12,959t          | 35,275t          |
| 1974年度                      | 5,977t           | 35,440t          |
| 1975年度                      | 5,781t           | 23,129t          |
| 1976年度                      | 5,723t           | 5,911t           |
| 1977年度                      | 12,953t          | 482t             |
| 1978年度                      | 10,262t          | -                |
| 1979年度                      | 3,866t           | -                |
| ※出典は乗車人員の推移に同じ。 |                  |                  |

### 名鉄
名鉄小坂井駅における、1950年度 - 1953年度までの1日平均の乗車人員は以下の通り。
- 1950年度（※） - 1,179人
- 1951年度 - 1,572人
- 1952年度 - 1,576人
- 1953年度 - 904人
※ 1950年度のみ、1949年11月1日から1950年10月31日までの数値である。
出典は、国鉄・JRの乗車人員に同じ。

## 停車列車
2010年3月改正時点で、普通列車は豊橋行上り列車・豊川方面行下り列車共に1時間当たり概ね3・4本（ラッシュ時はそれ以上）設定されている。また、上りのみに1日2本ある快速列車も停車する。一方、飯田線で運行される特急「伊那路」は通過。
2006年10月ダイヤ改正まで、飯田線に東海道本線名古屋方面直通の快速列車（特別快速ないし新快速）が乗入れていたが、このうち下り列車は全て停車していたものの上り（豊橋・名古屋方面行）列車は全て小坂井駅を通過していた。

## 駅周辺

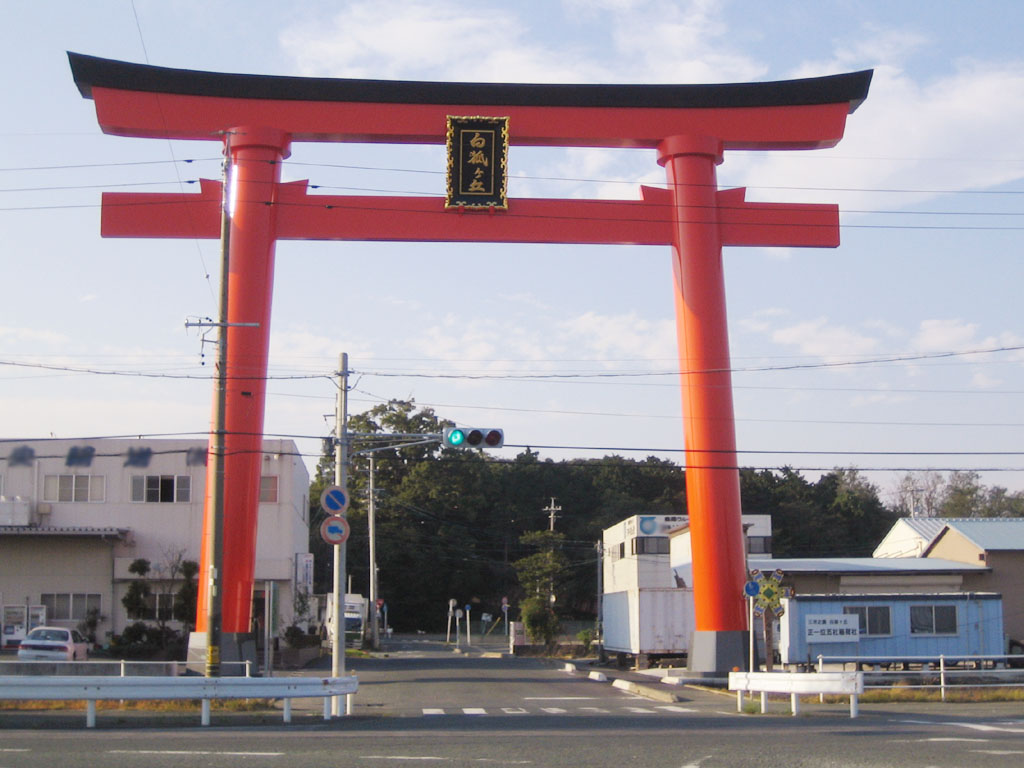
五社稲荷

### 周辺の施設
- 豊川市小坂井支所
- カルナ小坂井店
- Aコープ小坂井店
- 豊川市立小坂井東小学校
- 愛知県立小坂井高等学校
- 菟足神社（）
- 五社稲荷
- 総合青山病院
- ひまわり農協やすらぎ会館小坂井
- 豊川放水路
- 国道1号
- 国道151号
- 愛知県道385号前芝小坂井停車場線
- 愛知県道496号白鳥豊橋線

### バス路線
2008年11月に移転開業した、総合青山病院による無料送迎バスが町内3駅と新・旧青山病院を結んでいる。
1975年まで、愛知県道496号線に豊鉄バス小坂井駅前バス停（豊橋駅・御津町方面）があったが、ワンマン化で国道1号に経路変更したため、廃止された。

## 隣の駅

### 現在の路線
東海旅客鉄道（JR東海）
CD 飯田線
■快速（上りのみ運転）・■普通（速達列車）
豊橋駅 (CD00) - 小坂井駅 (CD03) - 牛久保駅 (CD04)
■普通（各駅停車）
下地駅 (CD02) - （平井信号場） - 小坂井駅 (CD03) - 牛久保駅 (CD04)

### かつて存在した路線
名古屋鉄道
小坂井支線
伊奈駅 - 小坂井駅